# Acanthovalva focularia
'Acanthovalva focularia' es una especie de polilla perteneciente a la familia Geometridae, descrita por primera vez por Peter Carl Friedrich Geyer en 1837. Tiene distribución con endemismo en África Austral.

## Descripción
Es una polilla marrón claro con antenas fuertemente pectinadas en el macho y filiformes en las hembras. Las alas posteriores tienen un característico color naranja y bandas transversales negras. Las especies del género Acanthovalva son nocturnas, con la excpeción de A. focularia que también es diurna.